# Балтаево (Татарстан)
Балтаево — село в Мензелинском районе Татарстана. Входит в состав Кузембетьевского сельского поселения.

## География
Находится в восточной части Татарстана на расстоянии приблизительно 17 км на запад-юго-запад по прямой от районного центра города Мензелинск.

## История
Известно с 1735 года. Упоминалось также как Никольское. Принадлежало графам Воронцовым (XVIII век) и помещикам Кандалинцевым (XIX век). В советское время работали колхозы «Наш труд», «Авангард», им. Хрущёва и им. Куйбышева.

## Население
Постоянных жителей было: в 1795—149, в 1816—218, в 1859—414, в 1870—498, в 1906—398, в 1913—398, в 1920—434, в 1926—391, в 1938—424, в 1958—242, в 1970—197, в 1979—123, в 1989 — 18, в 2002 — 19 (русские 74 %), 10 в 2010.